# Maksim Nowik
Maksim Wiktorowicz Nowik, ros. Максим Викторович Новик (ur. 3 kwietnia w Leningradzie) – rosyjski szachista, arcymistrz od 2003 roku. Reprezentant Litwy od 2022.

## Kariera szachowa
W 1991 r. uczestniczył w ostatnim finale indywidualnych mistrzostw ZSRR, zajmując w nim ostatnie 64. miejsce. W kolejnych latach odniósł kilka sukcesów na arenie międzynarodowej, zwyciężając w turniejach rozegranych w Loosdorfie (1993, wspólnie z Wadimem Zwiagincewem), Nowym Jorku (1993) i Jyvaskyli (2001). W 2002 r. wypełnił dwie arcymistrzowskie normy, na turniejach w Sewastopolu (dz. I m.) oraz Nowej Ładodze (dz. II m. za Walerijem Popowem, wspólnie z Wasilijem Malininem). W 2009 r. zajął II m. (za Witalijem Kuninem) w Jyvaskyli.
Najwyższy ranking w dotychczasowej karierze osiągnął 1 stycznia 2003 r., z wynikiem 2527 punktów zajmował wówczas 87. miejsce wśród rosyjskich szachistów.